# Denis Madden
Denis James Madden (ur. 8 marca 1940 w Carbondale, Pensylwania) – amerykański duchowny katolicki, biskup pomocniczy Baltimore w latach 2005-2016.

## Życiorys
Święcenia kapłańskie przyjął 1 kwietnia 1967. Był mnichem benedyktyńskim, porzucił jednak zakon, by zostać kapłanem diecezjalnym. 4 listopada 1976 inkardynowany do archidiecezji Baltimore. Pracował jako wykładowca psychiatrii na Uniwersytecie Marylandu. Od 1988 przebywał w Ziemi Świętej. W 1994 został pracownikiem organizacji Catholic Near East Welfare Association, zaś rok później został jej podsekretarzem generalnym.
10 maja 2005 mianowany biskupem pomocniczym Baltimore i tytularnym biskupem Baia. Sakry biskupiej udzielił mu kard. William Keeler.
5 grudnia 2016 przeszedł na emeryturę.